# Rathaus Monheim (Schwaben)

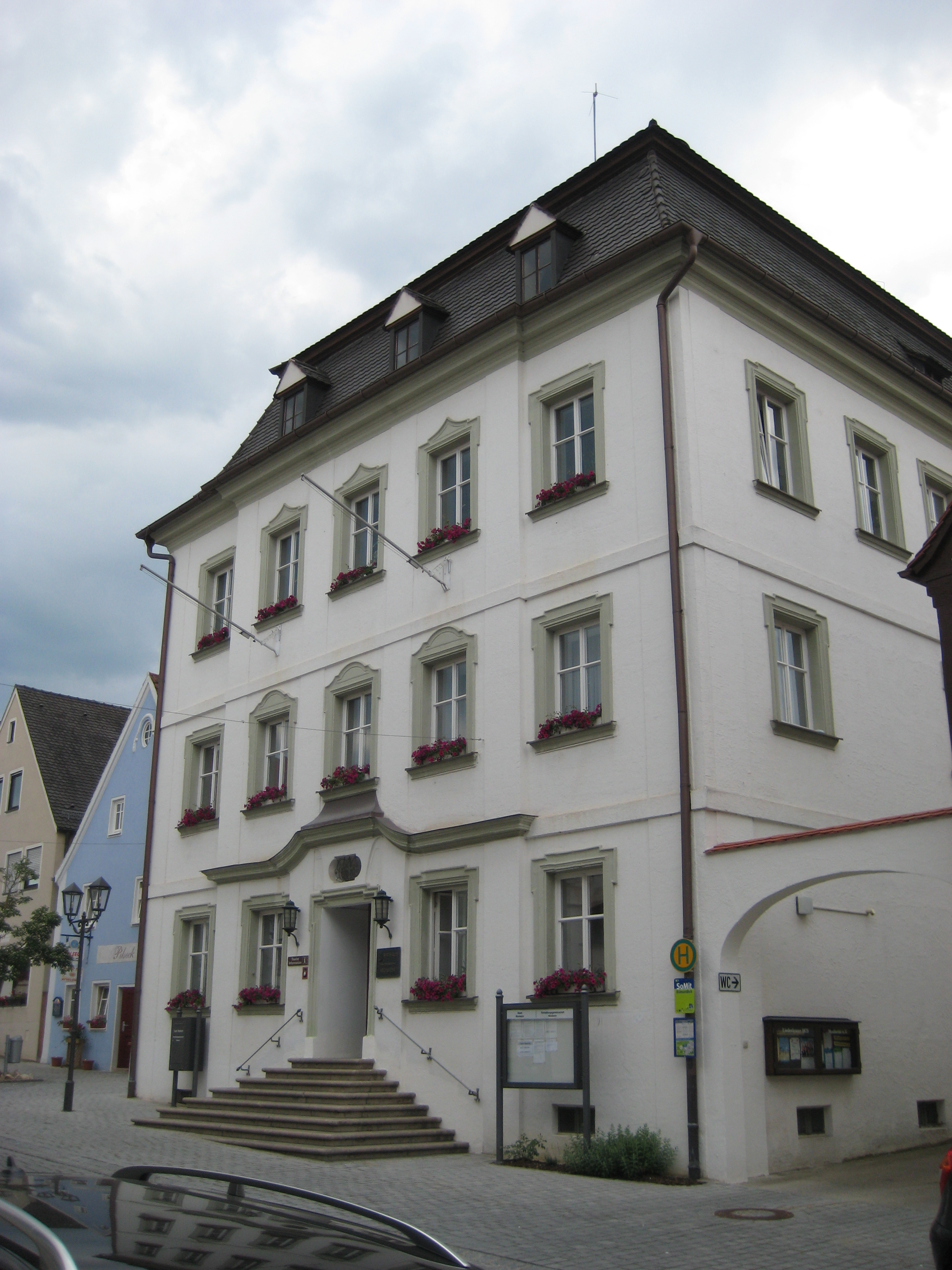
Rathaus in Monheim

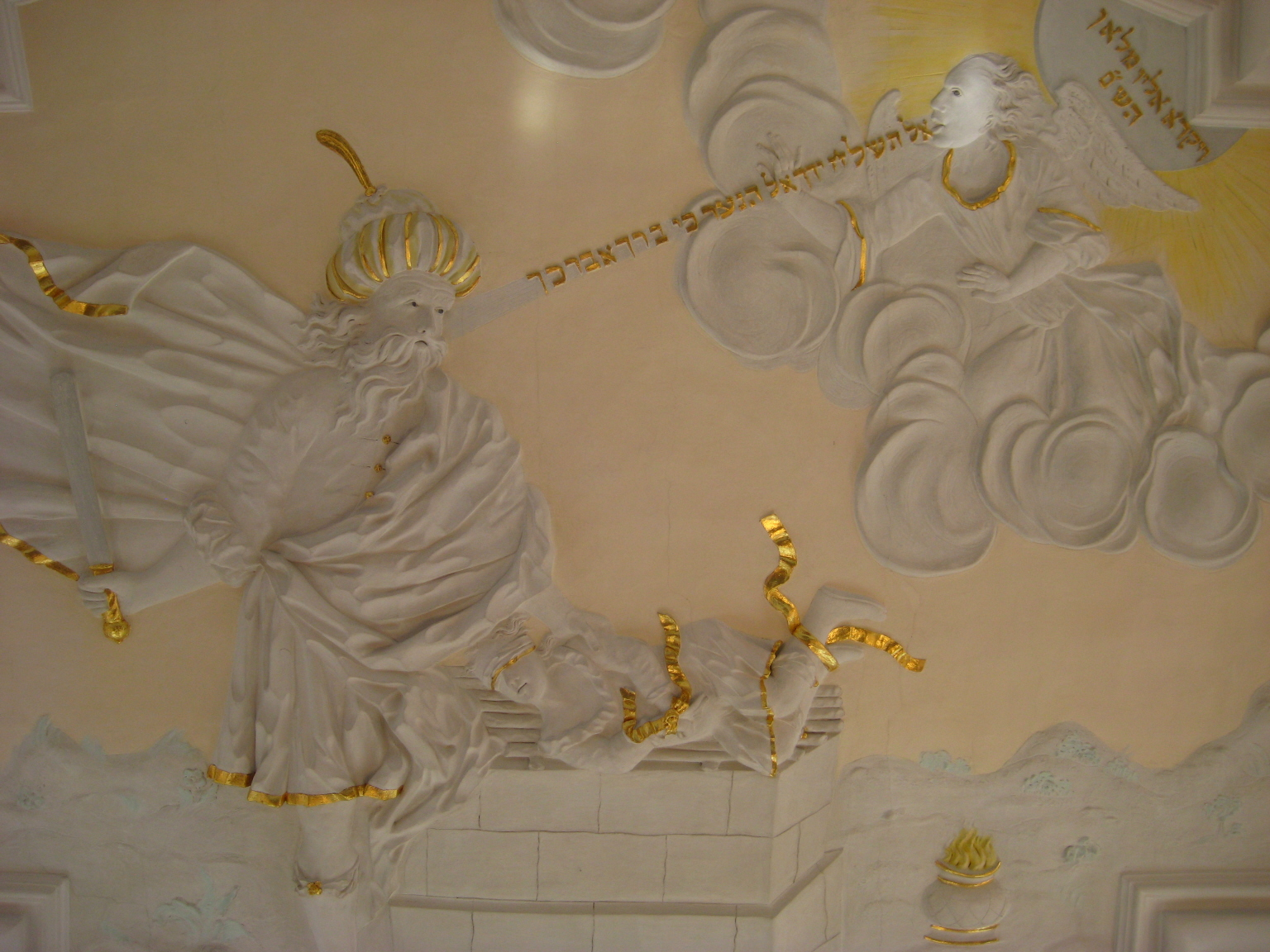
Stuckdecke: Abraham opfert seinen Sohn Isaak

Das Rathaus in Monheim, einer Stadt im Landkreis Donau-Ries im bayerischen Regierungsbezirk Schwaben, wurde um 1730 errichtet. Das Rathaus am Marktplatz 23 ist ein geschütztes Baudenkmal.

## Geschichte
Der jüdische Hoffaktor Abraham Elias Model erwarb für 1025 Gulden ein früheres Brau- und Gasthaus und ließ an gleicher Stelle um 1730 ein Wohnhaus mit reicher Ausstattung erbauen. 1739 wurde Model vom Fürsten von Oettingen-Wallerstein wegen langjähriger nützlicher Dienste zum „Cabinets und Cammer Factor“ ernannt. Im Jahr 1741 ließ sich Model wegen der Austreibung der Juden aus Monheim in Harburg nieder und verkaufte sein Haus an die Stadt Monheim, die darin ihr Rathaus einrichtete.

## Architektur
Der Barockbau auf quadratischem Grundriss mit drei Stockwerken besitzt jeweils fünf Achsen an der Vorder- und Seitenfront. Das gekröpfte Walmdach ist mit übergiebelten Mansardenfenstern versehen. An der Marktseite befindet sich das Portal mit Treppenaufgang, Ochsenauge und breit ausladendem Torgiebel. Die meisten Räume haben Stuckdecken mit Bandelwerk und Fruchtgirlanden.
Die in lichte Farben gefasste Decke des Sitzungssaals ist reichhaltig mit Ornamenten, Bildmotiven und hebräischen Schriftzügen geschmückt. Der Schriftzug in Sternform über der Eingangstür enthält einen Lobpreis der Tora und die Bitte um Erlösung aus der Diaspora. Im Saal und den Nebenräumen werden in Medaillons Szenen aus dem Alten Testament dargestellt: Jakobs Segen, Opferung Isaaks, Jakob mit der Himmelsleiter, König David und Moses.